# Am Schnapsstüber
Am Schnapsstüber ist eine Ortslage in der Mitte der bergischen Großstadt Wuppertal.

## Lage und Beschreibung
Die Ortslage liegt auf 202 m ü. NHN am westlichen Ausläufer des Höhenzugs Stübchensberg, der nach der Ortslage benannt ist, im Süden des Wohnquartiers Uellendahl-West im Stadtbezirk Uellendahl-Katernberg. Südlich von Am Schnapsstüber verläuft die Bundesautobahn 46, nördlich die Landesstraße 70. Die aus alten Höfen hervorgegangenen Ortslagen Westen, Clausenhof und Opphof befinden sich in unmittelbarer Nachbarschaft.
Bei Am Schnapsstüber befinden sich der Jüdische Friedhof am Weinberg, ein Ascheplatz und ein Umspannwerk. Als eigenständige Siedlung ist Am Schnapsstüber heute nicht mehr wahrnehmbar, dafür ist die an der Ortslage von Opphof nach Westen führende Straße seit dem 21. Dezember 1951 als Am Schnapsstüber benannt.

## Geschichte und Etymologie
Die Ortslage ist aus einem Siedlungsplatz hervorgegangen, der bereits unter diesem Namen in der Topographische Aufnahme der Rheinlande von 1824 verzeichnet ist. Die Ortsbezeichnung geht auf eine alte Gastwirtschaft zurück, in der die Kohlentreiber, die im 17. bis zum 19. Jahrhundert den Brennstoff auf Kohlenwegen aus dem Ruhrgebiet nach Elberfeld transportierten, einkehrten und für einen Stüber pro Glas Schnaps tranken.
1832 gehörte der Ort zur Uellendahler Rotte des ländlichen Außenbezirks des Kirchspiels und der Stadt Elberfeld. Der laut der Statistik und Topographie des Regierungsbezirks Düsseldorf als Kotten kategorisierte Ort wurde als am Schnappstüber bezeichnet und besaß zu dieser Zeit ein Wohnhaus und ein landwirtschaftliches Gebäude. Zu dieser Zeit lebten 19 Einwohner im Ort, alle evangelischen Glaubens. Für 1815/16 werden keine Einwohner genannt.
Der Ort lag bis zum ersten Drittel des 20. Jahrhunderts an der Stadtgrenze der beiden Großstädte Elberfeld und Barmen, beides seit 1929 Stadtteile von Wuppertal.